# Fiji op de Gemenebestspelen

Vlag van Fiji

Fiji is een van de landen die deelneemt aan de Gemenebestspelen (of Commonwealth Games). Sinds 1938 nam Fiji achttienmaal deel. Op deze achttien deelnames behaalden ze in totaal 23 medailles.

## Medailles
| Fiji op de Gemenebestspelen | Fiji op de Gemenebestspelen | Fiji op de Gemenebestspelen | Fiji op de Gemenebestspelen | Fiji op de Gemenebestspelen | Fiji op de Gemenebestspelen |
| --------------------------- | --------------------------- | --------------------------- | --------------------------- | --------------------------- | --------------------------- |
| Jaar                        | Goud                        | Zilver                      | Brons                       | Totaal                      | Rang                        |
| 1938                        | -                           | -                           | -                           | -                           | /                           |
| 1950                        | 1                           | 2                           | 2                           | 5                           | 8                           |
| 1954                        | -                           | -                           | -                           | -                           | /                           |
| 1958                        | -                           | -                           | -                           | -                           | /                           |
| 1962                        | -                           | -                           | 2                           | 2                           | 15                          |
| 1966                        | -                           | -                           | -                           | -                           | /                           |
| 1970                        | -                           | -                           | 1                           | 1                           | 22                          |
| 1974                        | -                           | -                           | -                           | -                           | /                           |
| 1978                        | -                           | -                           | -                           | -                           | /                           |
| 1982                        | 1                           | -                           | -                           | 1                           | 14                          |
| 1986                        | -                           | -                           | -                           | -                           | /                           |
| 1998                        | -                           | 1                           | -                           | 1                           | 28                          |
| 2002                        | 1                           | 1                           | 1                           | 3                           | 20                          |
| 2006                        | -                           | -                           | 1                           | 1                           | 35                          |
| 2010                        | geschorst                   | geschorst                   | geschorst                   | geschorst                   | geschorst                   |
| 2014                        | 0                           | 0                           | 1                           | 1                           | 35                          |
| 2018                        | 1                           | 1                           | 2                           | 4                           | 23                          |
| 2022                        | -                           | 2                           | 2                           | 4                           | 29                          |